# Johann Zandt von Merl (Erbvogt)
Johann Zandt von Merl (* um 1550; † 6. August 1621) war kurtrierischer Landeshofmeister und Rat sowie Amtmann.

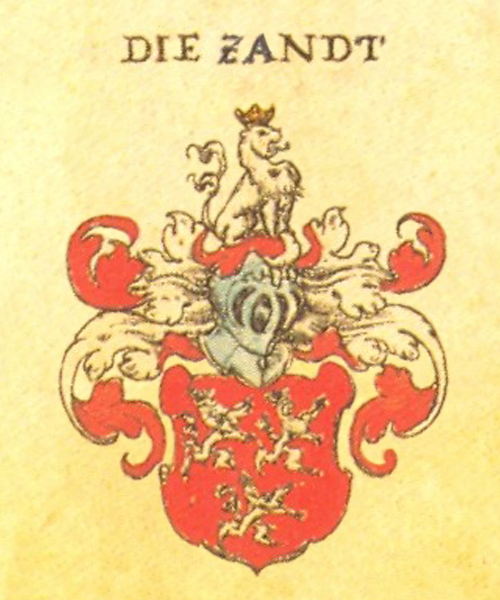
Wappen der Zandt von Merl (Siebmacher)

## Leben
Johann Zandt von Merl entstammte dem Adelsgeschlecht Zandt von Merl, das auf Vögte bzw. Erbvögte aus Merl zurückgeführt und urkundlich erstmals im 10. Jahrhundert erwähnt wird. Über Jahrhunderte waren Mitglieder der Familie Erbvögte der Trierer Kurfürsten und der Sponheimer Grafen und hatte somit großen Einfluss auf das Geschehen an der Mittelmosel. Seine Eltern waren Hugo Zandt von Merl und Gertrud Stettges von Treis. Johann heiratete um 1573 Hildegard von Bechel. Sie war die Tochter des Jost von Bechell (Burgmann des Herzogs von Lothringen auf der Siersburg, Herr von Hymmersdorf, Fürweiler, Honzrath usw.) Er war der letzte männliche Vertreter des Geschlechtes. Die Besitzungen der Familie gingen bei seinem Tode auf Johann Zandt von Merl über. Die Ehe brachte vier Söhne und drei Töchter.

### Wirken
Zwischen den Jahren 1583 und 1599 war Johann kurtrierischer Amtmann in Cochem, Daun, Grimburg, Trier-Pfalzel und Ulmen. Am 10. Januar 1583 wurde er zum Statthalter von Trier ernannt. In dieser Eigenschaft war er oft Vorsitzender bei gerichtlichen Untersuchungen gegen Personen, die der Hexerei beschuldigt wurden. Zu jener Zeit waren Hexenprozesse in vollem Gang. Am 22. April 1589 verhaftete er den Richter Dietrich Flade, der selbst Prozesse wegen Hexerei geführt hatte. Flade wurde am 16. September 1589 verurteilt und am 18. September hingerichtet. 
So verhörte Johann am 19. August 1591 den Nicolaus Fiedler (ehemaliger Bürgermeister und Schöffe), weil dieser der Hexerei beschuldigt war; er wurde im Oktober verbrannt.

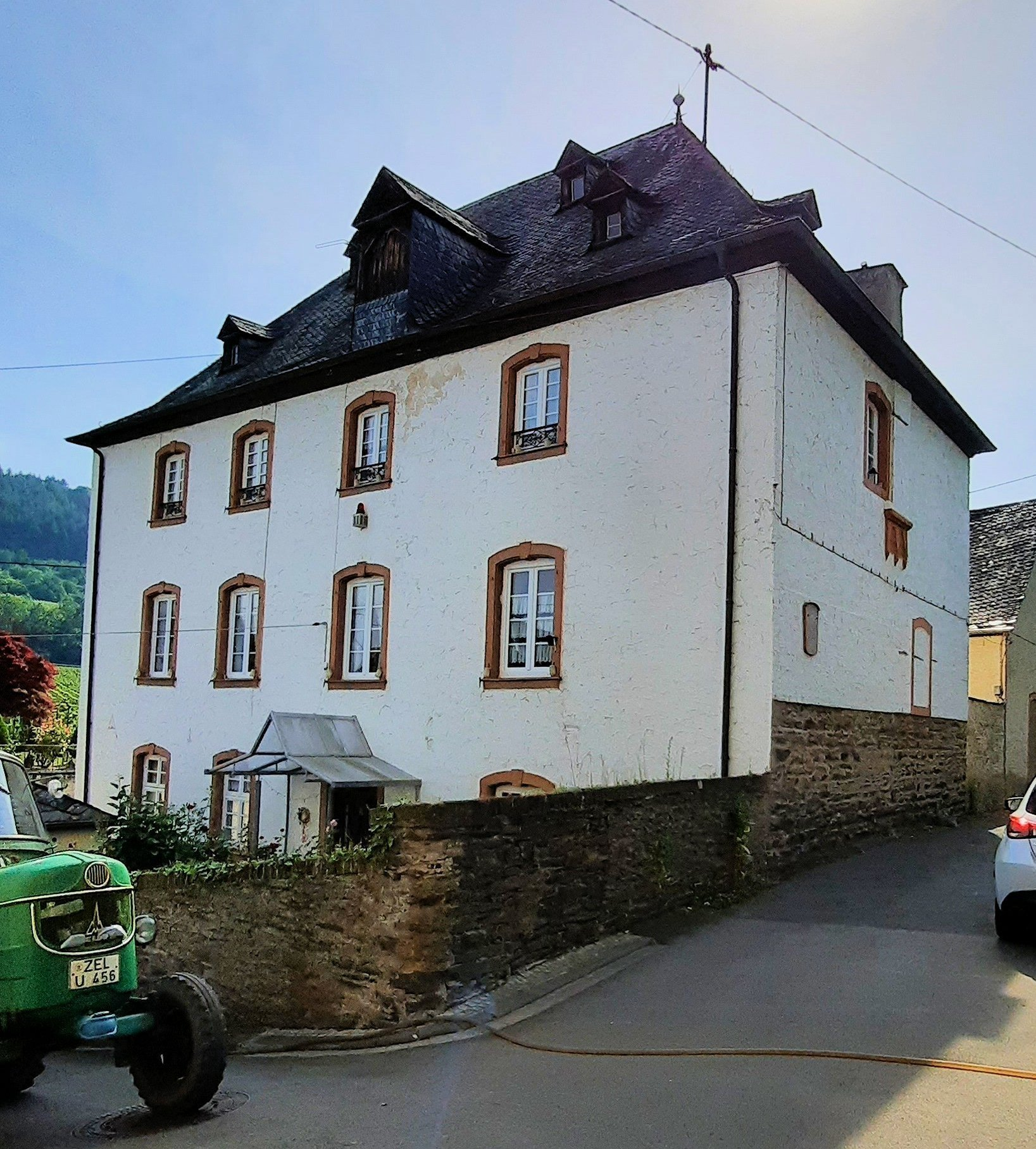
Burg- (Stammhaus) der Zandt von Merl

Der Trierer Kurfürst und Erzbischof Johann von Schöneberg berief ihn zum Landeshofmeister und kurfürstlichen Rat. Dieses Amt hatte er bis 1600 inne. 1593 belehnte Graf Hans Gerhard von Manderscheid-Gerolstein Johann mit dem Gerolsteiner Gut Steffeln.
Herzog Karl III. von Lothringen belehnte ihn am 23. Januar 1595 mit einem Burgsass zu Siersberg und einem Anteil an Gerstlingen im Département Moselle in Lothringen. Am 29. Dezember 1614 erhielt er vom Grafen Ludwig von Nassau-Saarbrücken ein Drittel als Lehen an der Herrschaft Haustadt. Damit übten der Komtur des Deutschen Ordens im Beckingen und Zandt von Merl die herrschaftlichen Rechte aus. 
Bernhard von Metzenhausen veräußerte 1593 seinen Anteil an der Burg Arras für 1610 Reichstaler an Johann Zandt von Merl, der drei Jahre später noch die Lehen Wollmerath und Bullay erhielt. Von 1606 bis zu seinem Tod war er Vogt im Zeller Hamm und Amtmann in Baldeneck.